# Gordon Murray Automotive

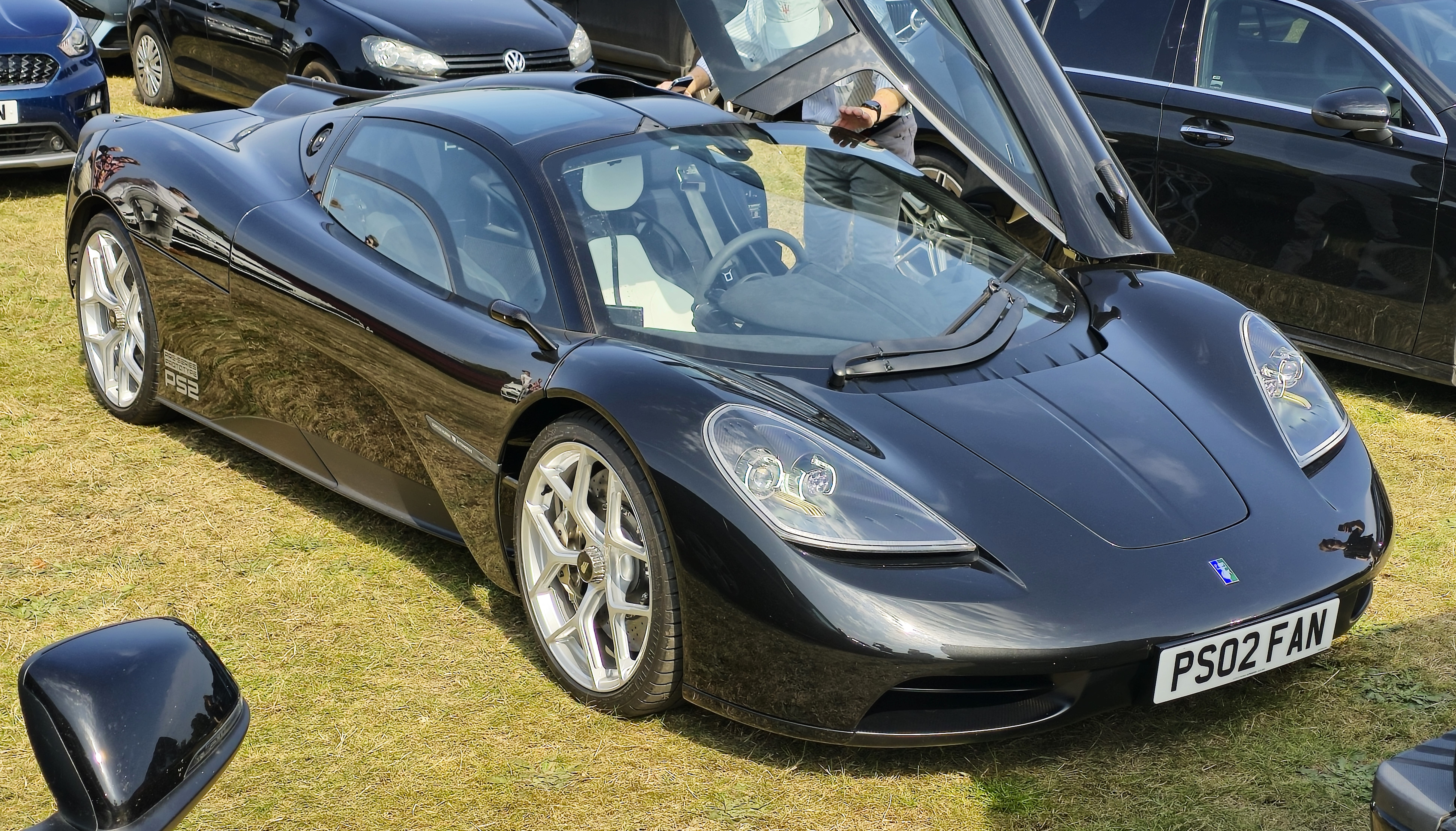
T.50

La Gordon Murray Automotive (GMA) è una casa automobilistica britannica specializzata in auto sportive con sede a Shalford nel Surrey in Inghilterra. 
Fondata nel 2017 dall’ex progettista di Formula 1 e creatore della McLaren F1, Gordon Murray, l’azienda si concentra principalmente sulla produzione di autovetture sportive in edizione limitata. La sua prima vettura, la T.50, è entrata in produzione nel marzo 2023.

## Modelli
- Gordon Murray T.50
- Gordon Murray T.33